# Beverly Hills Cop (filmserie)

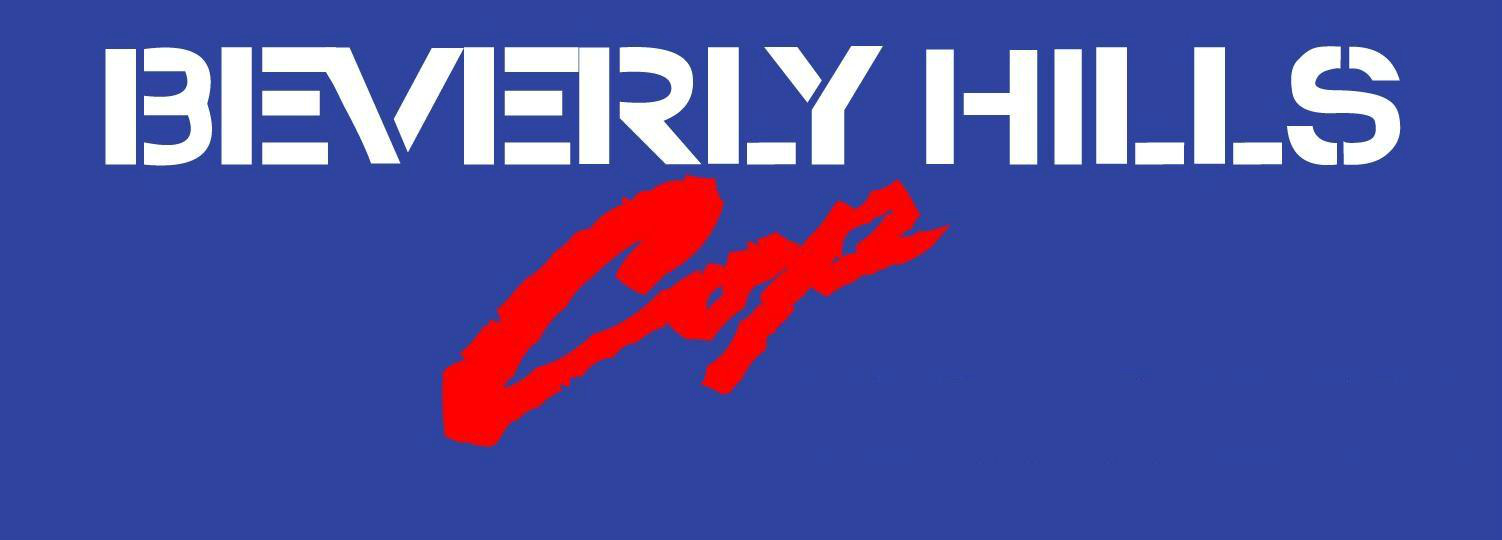
Beverly Hills Cop-logo

Beverly Hills Cop is een serie van vier Amerikaanse actiekomedies en een niet-uitgezonden pilot voor televisie. De eerste drie films zijn gedistribueerd door Paramount Pictures, terwijl Netflix de vierde film distribueert. De films hebben wereldwijd in totaal $735 miljoen opgebracht.
Het hoofdpersonage is Axel Foley (Eddie Murphy), een gewiekste politieagent uit Detroit die naar Beverly Hills reist om een misdaad te onderzoeken, ook al valt dit buiten zijn jurisdictie. Daar ontmoet hij rechercheur Billy Rosewood (Judge Reinhold), sergeant John Taggart (John Ashton) en luitenant Andrew Bogomil (Ronny Cox). Ashton en Cox verschijnen niet in Beverly Hills Cop III. Murphy en Reinhold zijn de enige acteurs die in alle vier de films voorkomen.

## Films

### Beverly Hills Cop (1984)
Axel Foley (Eddie Murphy) is een politieagent uit Detroit die, na de moord op zijn beste vriend, naar Californië reist om de moordenaars op te sporen, van wie hij vermoedt dat ze een kunsthandel exploiteren als dekmantel in Beverly Hills. Hij moet samenwerken met twee rechercheurs van de politie van Beverly Hills, Billy Rosewood (Judge Reinhold) en John Taggart (John Ashton), die hem tegen hun zin in de gaten moeten houden nadat Foley bij zijn onderzoek tactieken gebruikt die de politiecommissaris onaanvaardbaar vindt.

### Beverly Hills Cop II (1987)
Axel keert terug naar Beverly Hills, nadat hij verneemt dat kapitein Andrew Bogomil (Ronny Cox) is neergeschoten. Hij werkt opnieuw samen met Rosewood en Taggart die, met tegenzin en ondanks het uitdrukkelijk verbod van de incompetente politiechef Harold Lutz (Allen Garfield), Foley helpen de persoon te vinden die verantwoordelijk is voor de schietpartij.

### Beverly Hills Cop III (1994)
Axel keert opnieuw terug naar Beverly Hills. Tijdens een opdracht wordt zijn baas, inspecteur Todd (Gil Hill) vermoord, en bepaalde sporen wijzen in de richting van een pretpark genaamd "Wonderworld". Bij aankomst in Beverly Hills zoekt Axel Rosewood op, die ondertussen promotie gemaakt heeft en DDOJSIOC (Deputy Director of Joint Special Inter-Operational Command) is geworden. Taggart is met pensioen en Jon Flint (Héctor Elizondo) is de nieuwe partner van Rosewood.

### Beverly Hills Cop: Axel F (2024)
Axel Foley keert terug naar Beverly Hills nadat zijn oude partner Billy Rosewood spoorloos verdwijnt en het leven van zijn dochter Jane in gevaar is. Zij en Axel werken samen met haar ex-vriend inspecteur Bobby Abbott en zijn oude makkers, John Taggart en Serge, om een samenzwering te ontmaskeren.

## Televisie
CBS bestelde in 2013 een pilotaflevering voor een televisieserie met in de hoofdrol Brandon T. Jackson als Aaron, de zoon van Axel Foley. Het misdaaddrama van een uur, geregisseerd door Barry Sonnenfeld, werd echter nooit uitgezonden en de televisieserie is er niet gekomen.
In 2015 vertelde Eddie Murphy daarover dat hij een cameo in de pilot had, maar dat hij het niet zag zitten om elke week Beverly Hills Cop op televisie te spelen. Toen de pilot aan een testpubliek getoond werd waren de reacties echter laaiend enthousiast toen Murphy verscheen, waarop CBS besliste dat een televisieserie geen zin had zonder Murphy.

## Rolbezetting en filmploeg

### Rolbezetting
| Personages                | Films             | Films                | Films                 | Films                     | Televisie          |
| Personages                | Beverly Hills Cop | Beverly Hills Cop II | Beverly Hills Cop III | Beverly Hills Cop: Axel F | Beverly Hills Cop  |
| Personages                | 1984              | 1987                 | 1994                  | 2024                      | 2013               |
| ------------------------- | ----------------- | -------------------- | --------------------- | ------------------------- | ------------------ |
| Axel Foley                | Eddie Murphy      | Eddie Murphy         | Eddie Murphy          | Eddie Murphy              | Eddie Murphy       |
| William "Billy" Rosewood  | Judge Reinhold    | Judge Reinhold       | Judge Reinhold        | Judge Reinhold            | Judge Reinhold     |
| John Taggart              | John Ashton       | John Ashton          |                       | John Ashton               |                    |
| Jeffrey Friedman          | Paul Reiser       | Paul Reiser          |                       | Paul Reiser               |                    |
| Serge                     | Bronson Pinchot   |                      | Bronson Pinchot       | Bronson Pinchot           |                    |
| Douglas Todd              | Gil Hill          | Gil Hill             | Gil Hill              |                           |                    |
| Andrew Bogomil            | Ronny Cox         | Ronny Cox            |                       |                           |                    |
| Jeannette "Jenny" Summers | Lisa Eilbacher    |                      |                       |                           |                    |
| commissaris Hubbard       | Stephen Elliott   |                      |                       |                           |                    |
| burgemeester Ted Egan     |                   | Robert Ridgely       |                       |                           |                    |
| Jan Bogomil               |                   | Alice Adair          |                       |                           |                    |
| Janice Perkins            |                   |                      | Theresa Randle        |                           |                    |
| Jon Flint                 |                   |                      | Héctor Elizondo       |                           |                    |
| Dave Thornton             |                   |                      | Alan Young            |                           |                    |
| Jane Foley                |                   |                      |                       | Taylour Paige             |                    |
| Bobby Abbott              |                   |                      |                       | Joseph Gordon-Levitt      |                    |
| commissaris Grant         |                   |                      |                       | Kevin Bacon               |                    |
| Aaron Foley               |                   |                      |                       |                           | Brandon T. Jackson |

### Filmploeg
|                  | Beverly Hills Cop                                                                 | Beverly Hills Cop II                                                              | Beverly Hills Cop III                        | Beverly Hills Cop: Axel F                                                                         |
| 1984             | 1987                                                                              | 1994                                                                              | 2024                                         |                                                                                                   |
| ---------------- | --------------------------------------------------------------------------------- | --------------------------------------------------------------------------------- | -------------------------------------------- | ------------------------------------------------------------------------------------------------- |
| Regisseur        | Martin Brest                                                                      | Tony Scott                                                                        | John Landis                                  | Mark Molloy                                                                                       |
| Producent        | Don Simpson en Jerry Bruckheimer                                                  | Don Simpson en Jerry Bruckheimer                                                  | Mace Neufeld en Robert Rehme                 | Eddie Murphy en Jerry Bruckheimer                                                                 |
| Scenarist        | Daniel Petrie, Jr.                                                                | Larry Ferguson en Warren Skaaren                                                  | Steven E. de Souza                           | Will Beall, Kevin Etten en Tom Gormican                                                           |
| Montage          | Billy Weber en Arthur Coburn                                                      | Billy Weber, Chris Lebenzon en Michael Tronick                                    | Dale Beldin                                  | Dan Lebental                                                                                      |
| Cinematografie   | Bruce Surtees                                                                     | Jeffery L. Kimball                                                                | Mac Ahlberg                                  | Eduard Grau                                                                                       |
| Muziek           | Harold Faltermeyer                                                                | Harold Faltermeyer                                                                | Nile Rodgers                                 | Lorne Balfe                                                                                       |
| Productiebedrijf | Paramount Pictures, Eddie Murphy Productions, Don Simpson/Jerry Bruckheimer Films | Paramount Pictures, Eddie Murphy Productions, Don Simpson/Jerry Bruckheimer Films | Paramount Pictures, Eddie Murphy Productions | Skydance Media, Paramount Pictures, Eddie Murphy Productions, Don Simpson/Jerry Bruckheimer Films |
| Distributeur     | Paramount Pictures                                                                | Paramount Pictures                                                                | Paramount Pictures                           | Netflix                                                                                           |

## Ontvangst
| Film                      | Budget       | Opbrengst (wereldwijd) | Rotten Tomatoes     | Metacritic        |
| ------------------------- | ------------ | ---------------------- | ------------------- | ----------------- |
| Beverly Hills Cop         | $13.000.000  | $316,360,478           | 83% (58 recensies)  | 66 (12 recensies) |
| Beverly Hills Cop II      | $27.000.000  | $299.965.036           | 49% (41 recensies)  | 46 (12 recensies) |
| Beverly Hills Cop III     | $50.000.000  | $119.208.989           | 10% (58 recensies)  | 16 (15 recensies) |
| Beverly Hills Cop: Axel F | $150.000.000 |                        | 67% (200 recensies) | 53 (47 recensies) |

## Andere media

### Computerspellen
In 1990 ontwikkelde Tynesoft een computerspel dat gebaseerd is op de eerste film in de serie. Het spel is uitgebracht voor de Commodore 64, ZX Spectrum, BBC Micro, Amstrad CPC, Amiga, Atari ST en MS-DOS.
Het tweede computerspel gebaseerd op de filmserie is een first-person shooter ontwikkeld door Atomic Planet Entertainment en uitgegeven door Blast! Entertainment. Het spel is in 2006 in Europa uitgebracht voor de PlayStation 2, maar werd geen succes.

### Boek
- (en) Tine, Robert (1987). Beverly Hills Cop II: A Novel. Pocket Books. ISBN 978-06-716-4521-2.